# گوتهولد افرایم لسینگ
لسینگ (به آلمانی: Gotthold Ephraim Lessing) (زاده ۲۲ ژانویه ۱۷۲۹ – ۱۵ فوریه ۱۷۸۱)، نویسنده، فیلسوف، ناشر و منتقد ادبی آلمانی و از چهره‌های مهم عصر روشنگری بود. نوشته‌ها و نمایشنامه‌های او نقش کلیدی در شکل‌گیری ادبیات آلمانی داشته‌است.

## زندگی
او در شهر کِمنیس در منطقهٔ زاکسن آلمان به دنیا آمد. وی یکی از ۱۲ فرزند کشیش پروتستان، گوتفرید لسینگ و یوستینه سالمونه لسینگ (با نام مادری فِلِر) بود. او در لایپزیک به تحصیل در رشته‌های الهیات و پزشکی پرداخت و سپس به برلین رفت و به کار نوشتن و ویراستاری و نقد ادبی مشغول شد.

## رویه فکری ادبی

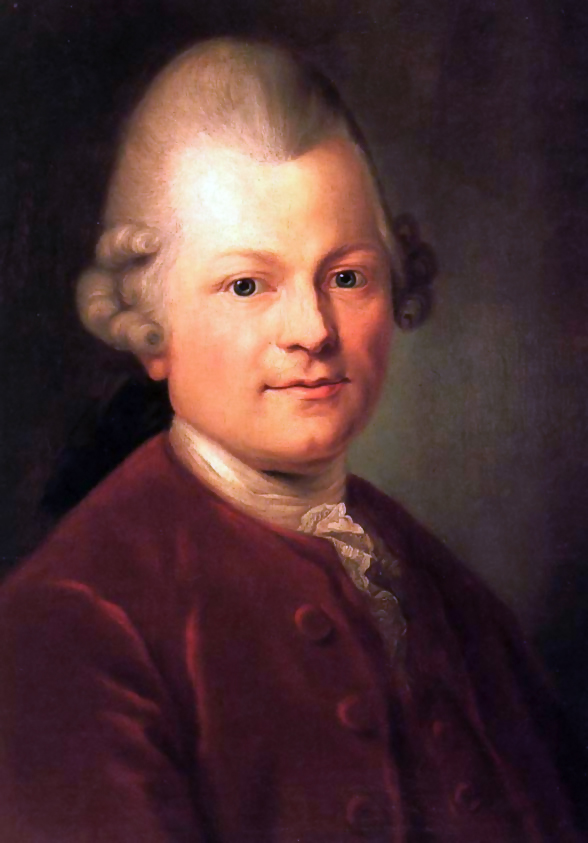
نقاشی از گوتهولد افرایم لسینگ در طول دوران جوانی

لسینگ را شاعر، نویسنده، و فیلسوفی می‌شناسند که آثارش دو موضوع را در کانون خود دارد: رواداری و انسانیت. سبک ادبی او شوخ و طناز بود. او مخالف جزم اندیشی مذهبی و برداشت خشک از متن انجیل بود. انتشار نظراتش در این باره او را وارد جدالی ادبی با کشیشی هامبورگی کرد. با منع شدن او از ادامه این جدال او نمایشنامه‌ای به نام ناثان (ناتان) خردمند نوشت که در آن به اندیشه رواداری دینی پرداخته‌است. داستان این نمایشنامه در زمان جنگ‌های صلیبی و در اورشلیم اتفاق می‌افتد، نمایشنامه روایت داستانی است که بین حاکمی مسلمان، بازرگانی یهودی و جنگ‌آوری مسیحی اتفاق می‌افتد. در این داستان لسینگ محبت و دوستی را خود معجزه‌ای می‌داند و بر برابری هر سه دین و عدم برتری یکی بر دیگری تأکید می‌کند.
همچنین مارمونتل درباره او می‌گوید: "اگر کارکرد مدرن نمایش‌پرداز(دراماتورژ) را یک مشاور ادبی و تئاتری در نظر بگیریم که با یک گروه تئاتری کار می‌کند، با این مفهوم لِسینگ نخستین دراماتورژیست که ما می‌شناسیم.»

## دوستی با موسی مندلسون
موسی مندلسون، فیلسوف آلمانی یهودی که روشنگری و رنسانس یهودیان اروپا وامدار اوست، همزمان با اقامت لسینگ در برلین در این شهر اقامت داشت. دوستی و همکاری این دو که هر دو مروج رواداری مذهبی در بین هم‌کیشان خود بودند نمونه عملی شدن اندیشه‌های روشنگری در اروپای قرن هجدهم دانسته شده‌است.